# Zodiac Marine and Pool
La Zodiac Marine and Pool è un'impresa francese nata nel 2007 dall'unione della parte nautica della Zodiac con la Jandy Pool Products. È specializzata nella fabbricazione di piscine, impianti di trattamento acque e gommoni.

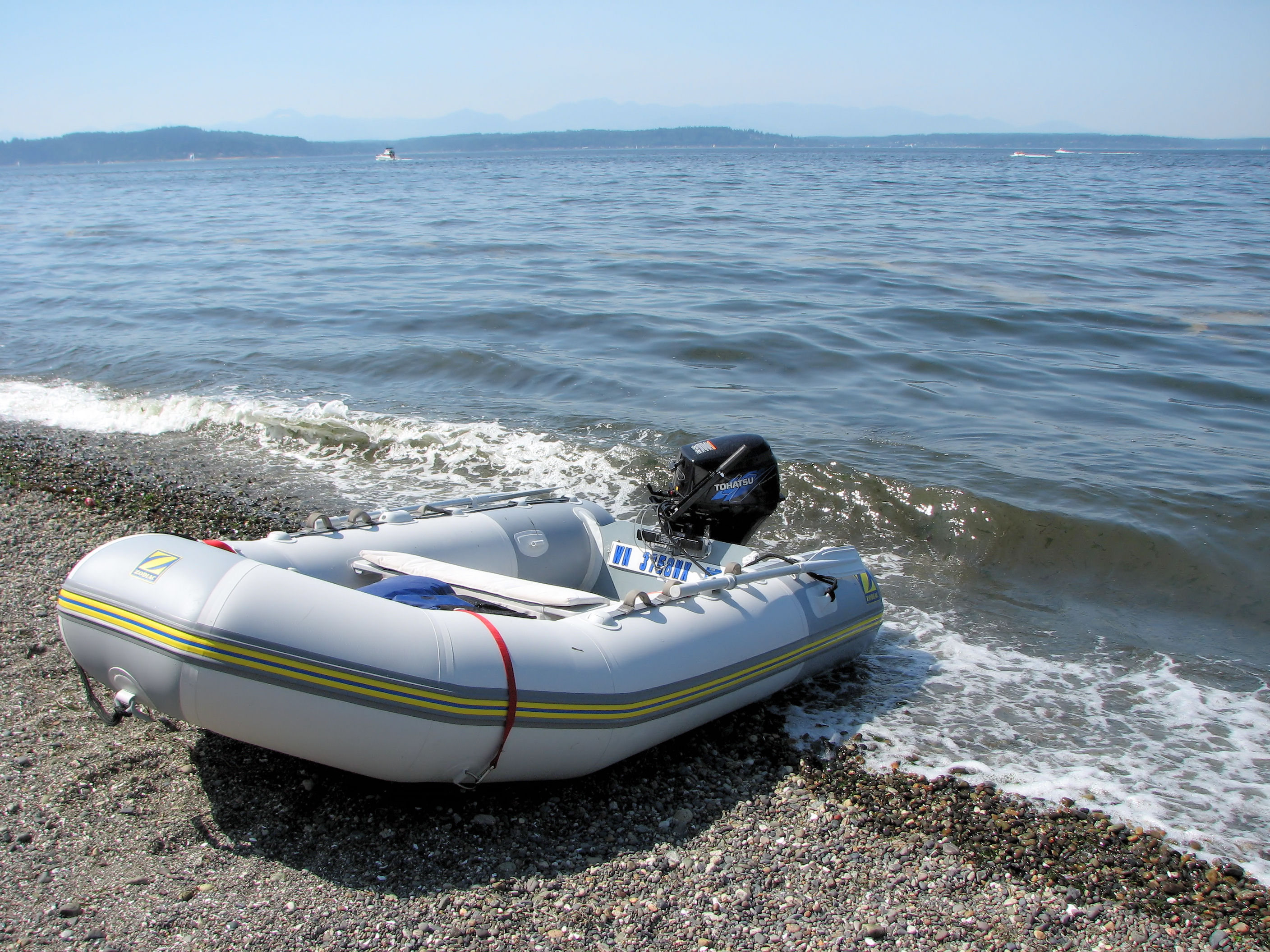
Un piccolo gommone della Zodiac.

Questa nuova società è posseduta per il 69 % da Carlyle, per il 27 % da Zodiac e per il 4 % dalla direzione.